# Bürgermeisterei Oberemmel
Die Bürgermeisterei Oberemmel im Landkreis Trier im Regierungsbezirk Trier in der preußischen Rheinprovinz war eine Bürgermeisterei mit 6 Dörfern, 3 Höfen und 1 Mühle, welche 196 Feuerstellen (Fst.) und 1500 Einwohner (Einw.) (Stand 1828) hatten.
Darin:
- Oberemmel, ein Dorf mit 1 Kathol. Pfarrkirche, 77 Fst., 546 Einw. und Weinbau
- Pellingen, ein Dorf mit 1 Kathol. Pfarrkirche, 35 Fst. und 288 Einw.; 1792 gab es dort Gefechte zwischen den Preußen und den Franzosen. Die Österreicher hatten 1794 hier Verschanzungen angelegt, die jedoch von Franzosen erstürmt wurden.
- Krettnach, ein Dorf mit 1 Kathol. Pfarrkirche, 25 Fst., 166 Einw. und Weinbau
- Obermennig, ein Dorf mit 15 Fst., 95 Einw. und Weinbau

Ferner die Dörfer:
- Lampaden, mit den Höfen Benrath, Ober- und Nieder-Sehr, 1 Kathol. Pfarrkirche, 1 Mühle, 33 Fst., 323 Einw.
- Paschel mit 11 Fst., 82 Einw.